# Rodin Museum
Het Rodin Museum is een museum in Philadelphia dat de beschikking heeft over de grootste collectie aan werken van Auguste Rodin buiten Frankrijk.

## Geschiedenis
Het museum was een gift aan de stad van de bioscoopmagnaat Jules Mastbaum. Die was in 1923 begonnen met het verzamelen van het werk van Rodin met de bedoeling om een museum op te richten voor de bewoners van Philadelphia. Binnen drie jaar had hij de grootste verzameling van Rodins buiten Frankrijk bijeen gebracht. In 1926 gaf hij opdracht aan de architecten Paul Cret en Jacques Gréber om een museum voor hem te bouwen. Mastbaum overleed voor het museum op 29 november 1929 zijn deuren opende.

## Collectie
Een van de bekendste werken van Rodin, De Denker, is te vinden in de beeldentuin van het museum. Ook afgietsels van De Kus en De Burgers van Calais zijn in het museum te vinden.